# Werdau
Werdau település Németországban, azon belül Szászország tartományban. Lakosainak száma 20 793 fő (2023. december 31.).

## Népesség
A település népességének változása:
| Lakosok száma | 20 795 | 20 793 | 20 381 | 20 702 | 20 793 |
|               | 2017   | 2019   | 2021   | 2022   | 2023   |